# Eschenburg
Eschenburg est une municipalité allemande située dans l'arrondissement de Lahn-Dill et dans le land de la Hesse. Elle se trouve à 10 km au nord-est de Dillenburg et à 23 km à l'est de Siegen.